# 알하킴 비아므르 알라
알하킴 비아므르 알라(Al-Hakim bi-Amr Allah, 985년 8월 13일 - 1021년 2월 13일, 아랍어: الحاكم بأمر الله; 문자적으로 "하나님의 명령에 의한 통치자"라는 의미)는 아부 알리 만수르로도 알려져 있으며, 파티마 왕조의 여섯번째 칼리프이자 이스마일파의 제16대 이맘(996-1021)이다. 알하킴은 전세계 1500 만명의 니자리스인(Nizaris)과 레반트(Levant) 지역의 2 백만명의 드루즈인(Druze)을 포함하는 시아 이스마일( Shia Ismaili)의 여러 종파에서 중요한 인물로, 1018년 드루즈파의 시조격인 아드다라지(ad-Darazi)에 의하여 하나님의 화신으로 선포되기도 하였다.
알하킴의 생애는 그의 삶과 유산에 대한 다양한 견해가 존재하기 때문에 논쟁의 여지가 있다. 역사가인 폴 워커 (Paul Walker)는 "결국 그를 둘러싼 두가지의 견해, 즉 주위의 사람들을 변덕스럽게 살해하는 게르만과 로마의 독재자와 같은 비이성적인 전제폭군이라는 견해와, 신에 의하여 고난을 당하고 선택된 자로 그의 모든 행동은 정의롭고 이상적인 최고 지도자라는 두가지 견해 중에서, 전자는 그의 적들과 그에 대항한 자들 사이에서 지속될 것이고, 후자의 견해는 때로는 당혹스러워하기도 했지만 그럼에도 불구하고 끝까지 그에 대하여 충성을 다한 이들 사이에서 지속될 것이다"라고 기술하였다.